# Aneta Sapeta
Aneta Sapeta – tłumaczka literatury macedońskiej i polskiej.

## Życiorys
Aneta Todevska w 2007 roku ukończyła polonistykę na Uniwersytecie Świętych Cyryla i Metodego w Skopju. Po studiach pracowała jako tłumaczka i w redakcji pisma Dnevnik. Do Krakowa przyjechała w 2009 roku. Pracowała w Instytucie Filologii Słowiańskiej UJ. Prowadzi razem z mężem, Michałem Sapetą, Wydawnictwo Toczka. W 2013 roku tłumaczenie książki A. Prokopiewa Mały człowiek.. zostało zakwalifikowane przez jury do Literackiej Nagrody Europy Środkowej Angelus.

## Tłumaczenia
- Ermis Łafazanowski Hrapeszko (Храпешко) Wydawnictwo Toczka 2015[4]
- Ałeksandar Prokopiew Mały człowiek: bajki z lewej kieszeni (Човечулец: Bајки од левиот џеб) Wydawnictwo Toczka 2012 ( z Michałem Sapetą)[4]

z języka polskiego na macedoński
- Małgorzata Gutowska-Adamczyk: 220 linii (220 linii) Detska radost 2008[5]
- Jacek Dubois: I se zaradi faraonot (A wszystko przez faraona) Detska radost 2008[5]
- Katarzyna Grochola: Nikogaš povek’е (Nigdy w życiu) Makedonska Reč 2009[5]
- Monika Piątkowska: Valkani prikazni (Nikczemne historie) Makedonska Reč 2011[5]
- Stanisław Ignacy Witkiewicz: Zboguvanje so esenta (Pożegnanie jesieni) Makedonska Reč 2011[5]